# Launch Complex 39–Pad B
Le Launch Complex 39–Pad B est une aire de lancement américaine située sur Merritt Island, dans le comté de Brevard, en Floride. Partie du complexe de lancement 39 au sein du centre spatial Kennedy, elle effectue son premier lancement le 18 mai 1969. Elle est inscrite au Registre national des lieux historiques depuis le 21 janvier 2000.
L'aire de lancement 39B est construite dans les années 1960 par le Corps du génie de l'armée des États-Unis pour le compte de la National Aeronautics and Space Administration. Elle est destinée au lanceur Saturn V en tant que pas de tir de rechange en cas de destruction accidentelle du pad A. Sur les 13 Saturn V lancées entre 1967 et 1973, une seule décolle effectivement de cette aire, car la cadence de lancement est trop élevée pour un seul pas de tir. Après le lancement de la mission Apollo-Soyouz en juillet 1975, le pad 39B est reconverti pour être utilisé par la navette spatiale américaine.
Dans le cadre du programme Constellation lancé en 2004 en réponse à l'accident de la navette spatiale Columbia et qui prévoit le retour de l'homme sur la Lune, le pad 39B doit être reconverti pour le lanceur lourd habité Ares I. Le programme est toutefois annulé en 2010, peu après le vol suborbital de la version de test Ares I-X. À la demande du Congrès américain, la NASA développe depuis 2011 le nouveau lanceur super lourd Space Launch System, auquel le pad 39B est désormais dédié. Artemis I, le premier vol du SLS, décolle le 16 novembre 2022 de cette aire.